# International Journal of Greenhouse Gas Control
Das International Journal of Greenhouse Gas Control ist eine monatlich erscheinende begutachtete wissenschaftliche Fachzeitschrift, die seit 2007 von Elsevier herausgegeben wird. Chefredakteur ist John Gale.
Der Impact Factor lag im Jahr 2020 bei 3,738, der fünfjährige Impact Factor bei 4,086. Damit lag die Zeitschrift beim zweijährigen Impact Factor auf Rang 65 von 114 Zeitschriften in der Kategorie „Energie und Treibstoffe“, auf Platz 27 von 54 Zeitschriften in der Kategorie „Umweltingenieurwissenschaften“ und auf Rang 27 von 44 Zeitschriften in der Kategorie „grüne und nachhaltige Wissenschaft und Technologie“.